# Stazione di Aosta Viale Europa
Stazione di Aosta Viale Europa vasútállomás Olaszországban, Valle d’Aosta régióban, Aosta településen.

## Vasútvonalak
Az állomást az alábbi vasútvonalak érintik:
- Aosta–Pré-Saint-Didier-vasútvonal

## Kapcsolódó állomások
A vasútállomáshoz az alábbi állomások vannak a legközelebb: 
- Stazione di Sarre
- Stazione di Aosta Istituto